# Pistyn
Pistyn (ukrainisch Пістинь; russisch Пистинь Pistin, polnisch Pistyń) ist ein Dorf in der ukrainischen Oblast Iwano-Frankiwsk mit 4050 Einwohnern (2016).
Das erstmals 1375 schriftlich erwähnte Dorf wurde durch Salzgewinnung reich, erhielt 1756 das Magdeburger Recht und wurde zu einer Stadt, die das Recht auf Selbstverwaltung hatte.

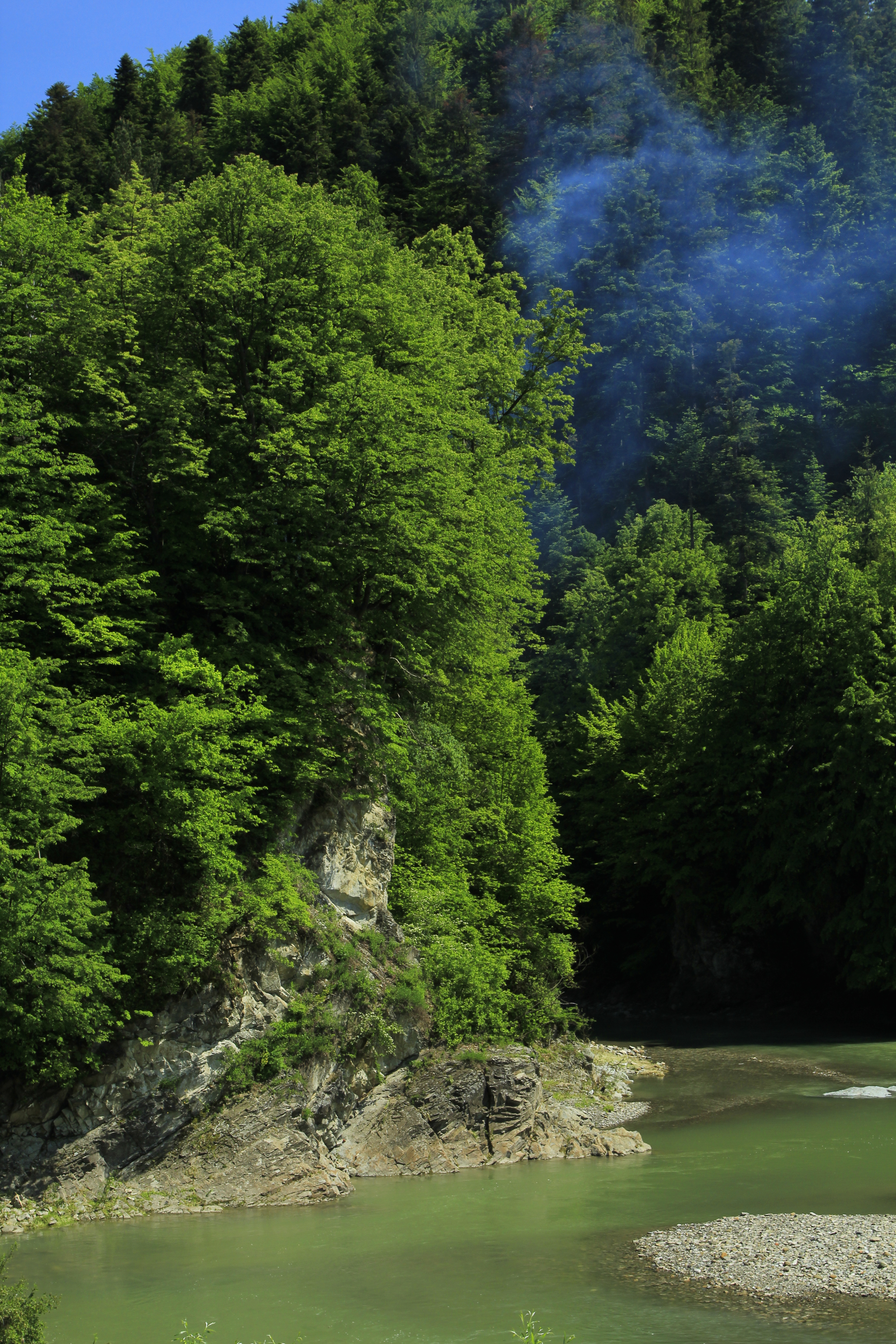
Der Fluss Pistynka bei Pistyn

Pistyn liegt auf 400 m Höhe am Ufer der Pistynka (Пістинька), einem 56 km langen, rechten Nebenfluss des Pruth. Das Dorf befindet sich 9 km nordwestlich vom Rajonzentrum Kossiw und 83 km südöstlich vom Oblastzentrum Iwano-Frankiwsk. Durch Pistyn verläuft die Regionalstraße P–24 und die Territorialstraße T–09–15.
Im Dorf befindet sich die Holzkirche Mariä Himmelfahrt von 1861.
Am 12. Juni 2020 wurde das Dorf ein Teil der neu gegründeten Stadtgemeinde Kossiw im Rajon Kossiw, bis dahin bildete es die Landratsgemeinde Pistyn (Пістинська сільська рада/Pistynska silska rada) im Norden des Rajons.

## Persönlichkeiten
- Hanna Wassylaschtschuk, ukrainische Künstlerin der dekorativen Kunst (Kunstweberei) kam 1924 im Ort zur Welt.